# Redecilla del Campo
Redecilla del Campo ist eine Gemeinde (municipio) mit 67 Einwohnern (Stand: 2024) im Osten der spanischen Provinz Burgos in der Autonomen Gemeinschaft Kastilien-León. Die Gemeinde gehört zur bevölkerungsarmen Region der Serranía Celtibérica. Zur Gemeinde gehören neben dem Hauptort Redecilla del Campo die Ortschaften Quintanilla del Monte en Rioja und Sotillo de Rioja. 

## Lage und Klima
Der Ort Redecilla del Campo liegt am Río de Redecilla am Fuß der Montes de Ayago etwa 60 km (Fahrtstrecke) ostnordöstlich von Burgos in einer Höhe von ca. 755 m. Das Klima ist gemäßigt bis warm; Regen (ca. 791 mm/Jahr) fällt hauptsächlich im Winterhalbjahr.

## Bevölkerungsentwicklung
| Jahr      | 1970 | 1981 | 1991 | 2001 | 2011 | 2021 |
| Einwohner | 259  | 146  | 102  | 89   | 72   | 63   |

## Sehenswürdigkeiten
- Kirche San Pelayo Martír (Iglesia de San Pelayo Martír) in Redecilla del Campo
- Kirche von Sotillo de Rioja
- Einsiedelei der Weißen Jungfrau (Ermita del Virgen Bianca) in Quintanilla del Monte en Rioja
- Einsiedelei von San Mamés